# 依田司
依田 司（よだ つかさ、1966年〈昭和41年〉6月16日 - ）は、株式会社ウェザーニューズ所属の気象予報士。主にテレビ朝日の番組に気象キャスターとして出演している。

## 人物・来歴
東京都大田区出身。東海大学海洋学部海洋工学科卒業。NEC（日本電気）を経て、1995年にウェザーニューズに入社。同年に気象予報士の資格を取得した。受験3回目で合格した。
1997年の『スーパーJチャンネル』開始とともに、17時台の『ヤン坊マー坊天気予報』を月曜日から水曜日まで担当する。翌年には平日の番組全体を通した天気担当キャスターとなる。以後ほぼ一貫してテレビ朝日制作の報道・情報番組に出演している。2004年には森林インストラクター（国家資格）取得。
2005年には8年間担当された『スーパーJチャンネル』を離れ、『報道ステーション』にて台風や豪雨等といった気象災害関連のニュースで、解説者として出演する。一方で『タモリ倶楽部』等、報道番組以外の番組にも出演するようになる。映画『死に花』にも、同局番組司会者とともに出演した。
2010年10月の改編で、朝の情報番組『やじうまテレビ!』（同年10月4日放送開始）の平日版総合司会に抜擢される。気象会社社員が報道・情報番組の総合司会を務めるのは、全国でも異例となる。
2011年4月に総合司会からお天気キャスターへ異動。後継番組の『グッド!モーニング』でも天気予報担当として、関東地方を中心に全国各地に出向き、「お天気検定」などのコーナーに出演している。
2017年からは同局『サタデーステーション』でも天気予報を担当していたが、2023年3月にて終了した。
この他、2012年11月17日には、所属するウェザーニューズのBSデジタル放送・インターネットチャンネルSOLiVE24で放送された『SOLiVE スター』の7元中継に出演。また、藤森涼子が代表を務めるNPO気象キャスターネットワークの一員として、小学校等で気象にまつわる出前授業を行う。

### エピソード
- ももいろクローバーZのファンであることを公言しており、グループの楽曲「あの空へ向かって」のインスト音源を『グッド!モーニング』の天気予報コーナーで流すBGMに使用している。また天気の解説中に、アルバム名やファンにしかわからない用語をさりげなく入れ込むことがある[7]。メンバーと数回共演もしている[8][9]。
- 気象予報士としての使命をしっかり自覚しており、「気概」もあり、たとえば2021年3月のニュース番組で気象庁の予算が20年間で約120億円減額になったことに触れた際には、過去3年で発生した複数の災害を挙げた上で「予算が120億円減るのではなく、逆に増えていれば救われた命もあったのではないでしょうか。その辺は我々の血税、必要なところに回していただきたい」と、国の姿勢（つまり日本国政府の人命軽視の予算削減のやりかた。具体的には、過去20年間の内閣（特に20年間の総理大臣）の優先順位のつけかた、や財務省所属の公務員たちの人命軽視の優先順位のつけかた）を強く批判し、またそうした政府の影響を受けている当の組織である気象庁側の人々のほうも、その予算の問題点に気づいていないような（また、人命をできうる限り護る、という気象庁の本当の使命すらほとんど自覚していないような）のんきな発言していることにも苦言を呈した[10]。
- 2021年6月29日、自身のInstagramにて、新型コロナウイルス（COVID-19）に感染していたことを公表した[11]。また、PCR検査の結果、L-452R変異株（インド株）であることを公表した[12]。これにより、『サタデーステーション』は6月26日より、『グッド!モーニング』は同月28日より、それぞれ休演した[13]。なお、1回目のCOVID-19ワクチン接種をしており、当初は副反応であると思っていたとしたが、「一般には副反応として挙げられていない『激しい咳、痰、肺の違和感』があったため、救急病院にて診察とPCR検査を実施してきました。私に出ていた症状は新型コロナウイルスによるものです。副反応ではありません。これからワクチン接種をされる皆様に、大いなる不安と恐怖を与えてしまったものと想像しております。本当に申し訳ございませんでした」と述べた[13]。その後、ホテルと自宅での療養を続けた後、7月19日放送分の『グッド!モーニング』にて復帰した[14][15]。
- 『ウマ娘 プリティーダービー』のファンであり「グッド！モーニング」内の自身の担当するお天気コーナーにおいてウマ娘のBGMを使用している[16]。

## 出演

### テレビ
以下、特記無い場合はテレビ朝日の番組。
ニュース情報系
| 期間       | 期間      | 番組名               | 役職 |
| ---------- | --------- | -------------------- | --- |
| 1998年4月  | 2005年3月 | スーパーJチャンネル  | 平日天気予報担当 |
| 2005年4月  | 時期不明  | 報道ステーション     | 天気コーナーでの不定期出演 |
| 2010年10月 | 2011年3月 | やじうまテレビ!      | 平日総合司会 |
| 2011年4月  | 2013年9月 | やじうまテレビ!      | 平日天気予報担当 |
| 2013年10月 | 現在      | グッド!モーニング    | 平日天気予報担当 ※2020年4月16日から同年6月26日までの間は、新型コロナウイルス感染症対策を考慮し木・金曜日の出演を見合わせ、また、2023年10月からは今井春花との2人体制にて出演 |
| 2017年4月  | 2023年3月 | サタデーステーション | 中継・天気コーナー担当 |

バラエティ系・その他
- ANNニュース
- タモリ倶楽部
- SOLiVE スター（SOLiVE24）
- SOLiVEアフタヌーン（SOLiVE24、金曜日キャスター）
- こんなところにあるあるが。土曜・あるある晩餐会（2017年5月20日）

この放送では、同局『羽鳥慎一モーニングショー』の月曜レギュラーで気象予報士の資格を持つ石原良純、TBSテレビ『あさチャン!』天気担当の井田寛子、TBSテレビ『Nスタ』天気担当の森田正光らと出演した。
ドラマ
- 未解決の女 警視庁文書捜査官（シーズン1 第3話〈2018年5月3日〉、シーズン2 第5話〈2020年9月3日〉） - 権田巌 役
- ブラックペアン 第3話（2018年5月6日、TBSテレビ） - 田村浩司 役
- テレビ朝日開局60周年記念 松本清張ドラマスペシャル 疑惑（2019年2月3日） - 佐原淳彦 役

### 映画
- 映画 プリキュアミラクルユニバース（2019年、お天気キャスター役〈声の出演〉）[17]

### CM
- ロッテ「のど飴」（2016年）[18]
- ウェザーニューズ「ウェザーニュース」（2021年）